# Colepia abludo
Colepia abludo är en tvåvingeart som först beskrevs av Daniels 1983.  Colepia abludo ingår i släktet Colepia och familjen rovflugor. Inga underarter finns listade i Catalogue of Life.